# 220 Вольт (компания)
«220 вольт» — российская франчайзинговая сеть магазинов электрического инструмента. В 2014 году занимала 9-е место в списке крупнейших онлайн-магазинов Forbes. По итогам 2015 года компания заняла 13-е место в списке самых дорогих компаний Рунета Forbes.
Сеть стала известна благодаря агрессивному маркетингу. Одна из рекламных акций, во время которой около 700 человек сделали себе татуировки с логотипом компании, вошла в Книгу рекордов Гиннесса.

## История
Компания возникла в 2002 году, заимствовав формат американского ретейлера Harbor Freight Tools. Головной офис компании находится в Санкт-Петербурге. Сеть розничных магазинов «220 вольт» развивается по франшизе, по состоянию на начало 2020 года открыты 240 магазинов франчайзи и 6 собственных, на которых компания тестирует новые форматы и технологии; магазины расположены в 192 городах России и Белоруссии.
По заявлениям компании, большая часть доходов поступает от торговли через собственные и сторонние торговые площадки, в том числе eBay, Alibaba, Ozon, Wikimart. В 2015 году компания объявила о расширении логистической системы и запуске направления аутсорсинга разработки и обслуживания интернет-магазинов DIY-брендов, включая обработку и доставку заказов.
Осенью 2022 сообщалось о начале банкротства компании

## Критика
«220 вольт» состоит в Ассоциации компаний интернет-торговли. Как и другие члены ассоциации, компания часто становится объектом критики со стороны противников ограничения интернет-торговли и снижения порога беспошлинного ввоза товаров из иностранных магазинов.